# Meiberger – Im Kopf des Täters
Meiberger – Im Kopf des Täters (Arbeitstitel: Meiberger – Der Alpenkrimi)  ist eine österreichische Fernsehserie mit Fritz Karl als Gerichtspsychologe Thomas Meiberger, Ulrike C. Tscharre als Staatsanwältin Barbara Simma und Cornelius Obonya als Kriminalkommissar Nepoumuk „Nepo“ Wallner. Otto Schenk spielte den pensionierten Gerichtspräsidenten und väterlichen Freund und Mentor von Thomas Meiberger.
Im Oktober 2024 wurde der Einstieg der ARD Degeto bekannt, die Reihe wurde in der ARD mit zwei weiteren Filmen unter dem Titel Der Salzburg-Krimi fortgesetzt. Neu hinzu kam unter anderem Lisa Schützenberger als Kripo-Ermittler Anna Grünwald.

## Handlung
Thomas Meiberger ist ein forensischer Gerichtspsychologe, der im Großraum Salzburg bei der Aufklärung von Verbrechen unterstützt. Staatsanwältin Barbara Simma ruft ihn immer dann zur Hilfe, wenn die von der Exekutive zusammengetragenen Indizien und Beweise nicht ausreichend sind, um den Täter auszuforschen.
Sein Gegenüber ist Kriminalkommissar Nepoumuk „Nepo“ Wallner, der mit Meibergers Ex-Frau Karo verheiratet ist. Karo lebt mit Thomas Meibergers und ihrem gemeinsamen 15-jährigen Sohn Patrick in Sankt Gilgen. Privat ist Thomas Meiberger als Zauberkünstler tätig, er begeistert mit seinen Zaubershows, die eine starke Verbindung zu seinem Sohn Patrick sind. So wie dieses gemeinsame Hobby, die Zauberei, früher Meibergers Verbindung zu seinem Vater war.
Die Serie behandelt auf realen psychologischen Phänomenen basierende Kriminalfälle. Die Kombination aus analytischer Psychologie und Illusionen gibt Meiberger ungewöhnliche Möglichkeiten, die Täter zu überführen.

## Produktion und Hintergrund
Die Dreharbeiten zur ersten Staffel fanden vom 26. Juni bis zum 26. Oktober 2018 statt, Drehorte waren Sankt Gilgen sowie Salzburg und Umgebung und Wien. Unterstützt wurde die Produktion vom Land Salzburg. Produziert wird die Serie von der österreichischen Monafilm.
Für den Schnitt zeichneten Thomas Zachmeier (Folgen 1 bis 4) und Oliver Don (Folgen 5 bis 8) verantwortlich, für das Kostümbild Brigitta Fink, für das Szenenbild Vesna Muhr, für den Ton Roland Winkler und für das Maskenbild Tatjana Bösch.
Im April 2019 wurde bekannt, dass eine zweite Staffel produziert werden soll. Diese besteht wie die erste Staffel aus acht Episoden, die Dreharbeiten starteten im Juni 2019, die Ausstrahlung erfolgte im Hauptabend ab November 2019 auf ServusTV. Die Regie übernahmen Peter Baumann (Folgen 1 bis 4) und Matthias Zuder (Folgen 5 bis 8).
Im Juli 2020 begannen die Dreharbeiten zur dritten Staffel unter der Regie von Michael Podogil. Thomas Müller und Manuel Horeth stehen der Produktion beratend zur Seite.
Die Serie basiert auf einer Idee des österreichischen Redakteurs Robert Feitzinger, der das Format für ServusTV entwickelte.
Pate für die Titelfigur Thomas Meiberger stand Alexander Gappmaier, ein Salzburger Gerichtspsychologie und Hobby-Magier, der in den ersten beiden Staffeln der Serie als Fachberater für Psychologie und Zauberei fungierte und gemeinsam mit ServusTV-Intendant Ferdinand Wegscheider als Zauberer auf der Bühne stand. Wegscheider hat in der dritten Folge der Serie einen kurzen Auftritt in einer Zaubershow.

## Veröffentlichung
Die Serie wurde ab dem 6. November 2018 auf ServusTV jeweils am Dienstag (ServusTV Österreich) bzw. Freitag (ServusTV Deutschland) im Hauptabend ausgestrahlt. Nach Trakehnerblut und Eine Couch für alle ist dies eine weitere fiktionale Fernsehserie des Privatfernsehsenders ServusTV. Im April 2019 wurde bekannt, dass eine zweite Staffel produziert werden soll. Die Erstausstrahlung der zweiten Staffel lief ab dem 5. November 2019 auf ServusTV Österreich und ab 8. November 2019 auf ServusTV Deutschland. Die Erstausstrahlung der dritten Staffel erfolgte ab dem 10. November 2020 auf ServusTV Österreich und ab dem 15. November 2020 auf ServusTV Deutschland.
Auf VOX wurde die erste Staffel ab dem 13. Juli 2022 gezeigt und die zweite Staffel im Anschluss ab dem 10. August 2022.

## Episodenliste

### Staffel 1
| Nr. (ges.) | Nr. (St.) | Titel             | Erstausstrahlung AT | Erstausstrahlung DE | Regie           | Kamera            | Schnitt          |
| ---------- | --------- | ----------------- | ------------------- | ------------------- | --------------- | ----------------- | ---------------- |
| 1          | 1         | Schlafwandeln     | 6. November 2018    | 9. November 2018    | Marcus Ulbricht | Guntram Franke    | Thomas Zachmeier |
| 2          | 2         | Absturz           | 13. November 2018   | 16. November 2018   | Marcus Ulbricht | Guntram Franke    | Thomas Zachmeier |
| 3          | 3         | Die dunkle Seite  | 20. November 2018   | 23. November 2018   | Marcus Ulbricht | Guntram Franke    | Thomas Zachmeier |
| 4          | 4         | Geister           | 27. November 2018   | 30. November 2018   | Marcus Ulbricht | Guntram Franke    | Thomas Zachmeier |
| 5          | 5         | Ausweglos         | 4. Dezember 2018    | 7. Dezember 2018    | Soleen Yusef    | Stephan Burchardt | Oliver Don       |
| 6          | 6         | Paranoia          | 11. Dezember 2018   | 14. Dezember 2018   | Soleen Yusef    | Stephan Burchardt | Oliver Don       |
| 7          | 7         | Tödliche Gedanken | 18. Dezember 2018   | 21. Dezember 2018   | Soleen Yusef    | Stephan Burchardt | Oliver Don       |
| 8          | 8         | Gefangen          | 18. Dezember 2018   | 21. Dezember 2018   | Soleen Yusef    | Stephan Burchardt | Oliver Don       |

### Staffel 2
| Nr. (ges.) | Nr. (St.) | Titel              | Erstausstrahlung AT | Erstausstrahlung DE | Regie          | Drehbuch                                                      | Kamera            | Schnitt          |
| ---------- | --------- | ------------------ | ------------------- | ------------------- | -------------- | ------------------------------------------------------------- | ----------------- | ---------------- |
| 9          | 1         | Mörderisches Spiel | 5. November 2019    | 8. November 2019    | Peter Baumann  | Maja Brandstetter, Wolfgang Brandstetter                      | Thomas Kuerzl     | Grit Meyer       |
| 10         | 2         | Spurlos            | 5. November 2019    | 15. November 2019   | Peter Baumann  | Maja Brandstetter, Wolfgang Brandstetter                      | Thomas Kuerzl     | Grit Meyer       |
| 11         | 3         | Der Berg           | 12. November 2019   | 22. November 2019   | Peter Baumann  | Maja Brandstetter, Wolfgang Brandstetter                      | Thomas Kuerzl     | Grit Meyer       |
| 12         | 4         | Die Handleserin    | 19. November 2019   | 29. November 2019   | Peter Baumann  | Maja Brandstetter, Wolfgang Brandstetter                      | Thomas Kuerzl     | Grit Meyer       |
| 13         | 5         | Die Schwarze Witwe | 26. November 2019   | 6. Dezember 2019    | Matthias Zuder | Maja Brandstetter, Wolfgang Brandstetter                      | Georg Geutebrueck | Robert Hentschel |
| 14         | 6         | Die Stimmen        | 3. Dezember 2019    | 13. Dezember 2019   | Matthias Zuder | Maja Brandstetter, Wolfgang Brandstetter                      | Georg Geutebrueck | Grit Meyer       |
| 15         | 7         | Zirkus             | 10. Dezember 2019   | 20. Dezember 2019   | Matthias Zuder | Ralph Werner                                                  | Georg Geutebrueck | Robert Hentschel |
| 16         | 8         | Schuld             | 10. Dezember 2019   | 20. Dezember 2019   | Matthias Zuder | Maja Brandstetter, Wolfgang Brandstetter, Marie-Therese Thill | Georg Geutebrueck | Grit Meyer       |

### Staffel 3
| Nr. (ges.) | Nr. (St.) | Titel                 | Erstausstrahlung AT | Erstausstrahlung DE | Regie           | Kamera            | Schnitt             |
| ---------- | --------- | --------------------- | ------------------- | ------------------- | --------------- | ----------------- | ------------------- |
| 17         | 1         | Stunde Null           | 10. November 2020   | 15. November 2020   | Michael Podogil | Stephan Burchardt | Sebastian Schreiner |
| 18         | 2         | Rückfall              | 17. November 2020   | 22. November 2020   | Michael Podogil | Stephan Burchardt | Sebastian Schreiner |
| 19         | 3         | Feuerteufel           | 24. November 2020   | 29. November 2020   | Michael Podogil | Stephan Burchardt | Sebastian Schreiner |
| 20         | 4         | Auf der anderen Seite | 1. Dezember 2020    | 6. Dezember 2020    | Michael Podogil | Stephan Burchardt | Sebastian Schreiner |

### Spielfilme
| Nr. (ges.) | Nr. (St.) | Titel                                                              | Erstausstrahlung AT | Erstausstrahlung DE | Regie           | Drehbuch                                 | Kamera           | Schnitt             |
| ---------- | --------- | ------------------------------------------------------------------ | ------------------- | ------------------- | --------------- | ---------------------------------------- | ---------------- | ------------------- |
| 1          | 1         | Meiberger – Mörderisches Klassentreffen                            | 20. November 2021   |                     | Michael Podogil | Maja Brandstetter, Wolfgang Brandstetter | Sebastian Thaler | Sebastian Schreiner |
| 2          | 2         | Meiberger – Tod am See (in der ARD Der Salzburg-Krimi: Tod am See) |                     |                     | Till Franzen    | Till Franzen, Friedrich Anton Karl       | Matthias Pötsch  | Robert Kummer       |
| 3          | 3         | Der Salzburg-Krimi: Marionetten (AT)                               |                     |                     | Till Franzen    | Peter Koller                             |                  |                     |

## Rezeption
Jens Schröder schrieb auf Meedia, dass die Produktionsqualität den Standards deutlich größerer Sender entsprechen würde. Er meinte, dass sich die Serie zwar bemühen würde, mit ihren Figuren einen Psycho-Krimi mit leichtem österreichischem Humor zu verknüpfen, insgesamt wirke diese aber „zu brav, zu öffentlich-rechtlich, um wirklich innovativ oder neu zu sein.“ [...] „Krimifreunde, insbesondere mit Hang zu schönen Alpen-Bildern, können aber einen Blick riskieren.“
Die erste Staffel erreichte bei Erstausstrahlung auf ServusTV einen durchschnittlichen Marktanteil von 6 Prozent.
Auf VOX erreichte die Erstausstrahlung der ersten Folge 1,23 Millionen Zuschauer, die Durchschnittsreichweite der ersten Staffel betrug 0,89 Millionen Zuschauer bei einem Marktanteil von 3,9 Prozent.

## Auszeichnungen und Nominierungen
Romyverleihung 2019
- Nominierung in der Kategorie Beliebtester Schauspieler Serie/Reihe (Fritz Karl)[8]
- Nominierung in der Kategorie Bester Nachwuchs männlich (Lino Gaier)[28]

## Publikationen
- 2019: Perchtenjagd: ein Meiberger-Krimi, Wolfgang Brandstetter und Maja Brandstetter, Servus bei Benevento Publishing, Red Bull Media House, Salzburg 2019, ISBN 978-3-7104-0233-3[29]